# Verliebt in Masuren
Verliebt in Masuren ist ein deutscher Fernsehfilm aus dem Jahr 2018.

## Handlung
Der pensionierte Hamburger Schiffskapitän Kurt Nowak ist nach einem Unfall auf Pflege angewiesen. Nachdem der Griesgram drei Pflegerinnen vergrault hat und sich weigert, in die Rehaklinik zu gehen, springt die aus Masuren stammende polnische Pflegerin Roza Kaminska ein – da die Hochzeit ihrer schwangeren Tochter Ewa bevorsteht, zunächst nur für eine Woche. Kurt Nowak stammt auch aus Polen, und zwar zufällig aus der gleichen Stadt wie Roza, ist allerdings nicht gut auf seine alte Heimat zu sprechen. Sein Sohn Jens ist als Lehrer und dessen Frau als internationaler CEO beruflich eingespannt.
Dank ihrer resoluten Art hält Roza es eine Woche mit Kurt aus. Als Rozas Nachfolgerin nicht zur Übergabe erscheint und Kurt partout nicht in die Rehaklinik will, nimmt Roza ihn kurzerhand nach Polen mit. Kurt tut sich etwas schwer mit dem erzwungenen Aufenthalt in Polen, freundet sich aber langsam mit Rozas Familie an. Seine Kindheitserinnerungen führen ihn auch zu dem Fischereibetrieb, den seine Eltern einst betrieben haben. Gleichzeitig trifft er Jurek wieder, dem er vorwirft, ihm seine Frau Astrid weggenommen zu haben, die später bei einem Autounfall starb, als sie zu Jurek fuhr. Sein Sohn Jens, der ihm nach Masuren nachreist, macht seinem Vater Vorwürfe, dass er mit ihm nie über den Tod der Mutter gesprochen hat.
Inzwischen erfährt Roza enttäuscht, dass Ewa und ihr Mann nach der Hochzeit ein Restaurant im Ort eröffnen wollen. Ewa besteht darauf, dass sie und ihr Mann an dem Restaurant festhalten wollen, sonst wird die Hochzeit ohne die Familie stattfinden.
Auf der Hochzeitsfeier versöhnen sich Kurt und Jurek miteinander. Kurt und Roza kommen sich näher, doch halten die verschiedenen Lebensentwürfe von Kurt, der wieder um die Welt segeln will, und der heimatverbundenen Roza, die Masuren weiterhin treu bleiben will, beide vom letzten Schritt ab. Während Jens und seine Frau sich trennen, kommen Kurt und Roza doch noch zusammen.

## Kritiken
„Harmlose, zurückgenommen inszenierte (Fernseh-)Komödie, die leise Töne bevorzugt und von guten Darstellern profitiert. Auch die nationalen Klischees werden nicht über Gebühr strapaziert.“